# Жіноча чота УСС

Ярема Кузь (1915)

Жіноча чота УСС-ІІ — підрозділ Легіону Українських січових стрільців. Сформована ще до Першої світової та гідно пройшла крізь випробування цієї війни.
Точна кількість стрільчинь невідома, оскільки поіменного списку не збереглось, інформації про те, у складі якого підрозділу вони були, також нема, крім того, не всі жінки, що записалися в УСС, воювали. Відомі прізвища 34 жінок, які ймовірно були на фронті, серед яких Ольга Підвисоцька, Марія Бачинська, Гандзя Дмитерко, Василина Ощипко, Олена (Ярема) Кузь, Павлина Михайлишин, Стефанія Сіяк, Стефанія Новаківська. Четарка — Олена Степанів).
Попри поширений міф, що українки були першими жінками на фронті, ще до початку війни Олена Степанів писала, що значний вплив на них мав приклад військової підготовки польок, які під час війни теж брали участь у бойових діях. Крім того, в роки Першої світової війни жінки мали законне право воювати в Російській імперії та у Великій Британії (закони Австро-Угорщини цього не дозволяли). 
Жінки — стрільчині та санітарки — брали участь у боях під Маківкою. Після цього бою Олена Степанів та Софія Галечко були нагороджені срібними медалями хоробрості.